# 台灣林業鐵路
台灣的林業鐵路主要有：

## 新北
- 烏來台車

## 苗栗
- 加里山鐵道[1]（為竹東林場林業鐵道的一部份）

## 臺中
- 八仙山森林鐵道
  - 豐原林場線：豐原貯木場（今臺中市政府陽明大樓）—豐原車站
  - （平地）：豐原車站—和盛車站（原 貯木場站，今石岡區和盛里內）
  - 大甲溪線（山地）：和盛車站—水底寮車站—馬鞍寮車站（新社區）—久良車站（今和平區松鶴部落內）
  - 佳保台線：久良栖車站—佳保台車站（今八仙山森林遊樂區第一停車場），佳保台站後連結舊山線（佳保溪線、中平線—八仙山本線）與新山線（佳保台聯絡線—中間鐵路—馬崙線—十文溪線—十文溪上部線、馬崙上部線）
- 大雪山林場：即台鐵東勢線→東勢林業文化園區

## 南投
- 巒大山輕便鐵道
- 林見輕便鐵道

## 嘉義
- 阿里山林業鐵路

## 宜蘭
- 羅東森林鐵路
- 太平山森林鐵路
- 大元山林業鐵道

## 花蓮
- 哈崙森林鐵路（木瓜山鐵道）
- 林田山森林鐵路
- 嵐山森林鐵路（太魯閣鐵道）

## 臺東
- 初鹿鐵道